# حمیدرضا شعیری
حمیدرضا شعیری زبان‌شناس، کارگردانِ نمایش و ناقدِ ادبی و هنری ایرانی و استادِ زبان فرانسه دانشگاه تربیت مدرس است.

## تحصیلات و فعالیت‌ها
حمید رضا شعیری دارای مدرک دکتری معناشناسی از فرانسه است. او تحصیلات عالی خود را در سال ۱۳۷۵ به پایان رساند و از ابتدای دی ماه همان سال به عنوان عضو هیئت علمی دانشگاه تربیت مدرس به تدریس و پژوهش اشتغال دارد. او یکی از نظریه‌پردازان حوزه نشانه- معناشناسی است که به طرح نظریه‌های جدید در حوزه گفته‌پردازی دیداری، پادگفتمان، روایت تنشی، اتیک در آموزش زبان، نشانه-معناشناسی شوشی و بوشی و همچنین بیناژانریت دررابطه با نشانه- معناشناسی فرهنگ پرداخته‌است. حمید رضا شعیری نظریه نشانه - معناشناسی هشدار و خلسه را نیز در ژورنال‌های خارجی مانند سمیوتیکا، سیگناتا در بلژیک، لگزیا در ایتالیا منتشر کرده‌است.
نقد گفتمان ادبی و تحلیل آثار هنری مانند نقاشی، خوشنویسی، سینما، تئاتر، کاریکاتور، عکس و مجسمه، از جمله فعالیت‌های حمیدرضا شعیری هستند.
حمید رضا شعیری ۱۸۰ مقاله به زبان‌های فارسی و فرانسه در ژورنال‌های داخلی و بین‌المللی منتشر نموده‌است.
حمید رضا شعیری عضو هیئت مدیره انجمن سمیوتیک فرانسه و نماینده ایران در انجمن جهانی سمیوتیک می‌باشد.
حمید رضا شعیری رئیس انجمن علمی زبان و ادبیات فرانسه ایران است.
کارگردانی نمایش به زبان اصلی یکی دیگر از فعالیت‌های حمیدرضا شعیری است. او موفق به کارگردانی و اجرای ۷ نمایش به زبان اصلی با همکاری دانشجویان زبان فرانسه در تهران شده‌است. نمایش پزشک اجباری از جمله نمایش‌هایی است که آن را در کشور فرانسه و در ورسای نیز به اجرا گذاشته‌اند.
عضو انجمن جهانی نشانه‌شناسی و انجمن بین‌المللی نشانه-معناشناسی فرانسه دوره‌ها و سمینارهای متعدد بین‌المللی را طراحی و اجرا نمود که از مهم‌ترین آن‌ها سمینارهای نشانه-معناشناسی اصفهان است که با حضور استادان خارجی و داخلی و همچنین همکاری دانشگاه‌های سوربن، لیموژ فرانسه، اصفهان و تربیت مدرس طی سه سال متوالی برگزار شد.
برگزاری کارگاه‌های نشانه- معناشناسی دیداری در حوزة گفتمان و تراگفتمان در دانشگاه بولونی ایتالیا در سال ۲۰۰۵ میلادی، ارایه سخنرانی در سمینارهای بین‌المللی نشانه‌شناسی در ایماترا در کشور فنلاند در سال‌های ۲۰۱۱ و ۲۰۱۳ میلادی از دیگر فعالیت‌های اوست.
حمید رضا شعیری سردبیر مجله‌ بین‌المللی جستارهای زبانی با نمایۀ اسکاپوس در دانشکده علوم انسانی دانشگاه تربیت مدرس است. همچنین ایشان سردبیر مجلۀ روایت‌شناسی انجمن نقد ادبی ایران و عضو هیئت تحریریه مجلات بین‌المللی سیگناتا (Signata) در دانشگاه لی‌یژ بلژیک و مجلۀ Actes sémiotique کشور فرانسه است.
حمیدرضا شعیری موفق به کسب نخل آکادمیک فرانسه (مدال شوالیه) در سال ۲۰۱۴ میلادی شد.

## آثار
- تجزیه و تحلیل نشانه - معناشناختی گفتمان، ۱۳۸۵ حمیدرضا شعیری، تهران: سمت
- مبانی معناشناسی نوین، حمیدرضا شعیری، ۱۳۸۰. تهران: سمت
- مقالات دومین هم‌اندیشی نشانه‌شناسی هنر، حمیدرضا شعیری، اسماعیل آریانی (ویراستار)، تهران: فرهنگستان هنر
- راهی به نشانه - معناشناسی سیال: با بررسی موردی «ققنوس» نیما، حمیدرضا شعیری، ترانه وفایی، ۱۳۸۸. تهران: علمی و فرهنگی
- نقصان معنا، آلژیرداس ژولین گرماس، حمیدرضا شعیری (مترجم)، ۱۳۸۹. تهران: علم و خاموش.
- سماع زندگان، ژان پیر پاستوری، حمیدرضا شعیری (مترجم)، تهران: قطره
- نشانه- معناشناسی دیداری، حمید رضا شعیری، ۱۳۹۱. تهران : انتشارات سخن.
- نشانه - معناشناسی ادبیات: نظریه و روش تحلیل گفتمان ادبی. انتشارات دانشگاه تربیت مدرس، ۱۳۹۵.
- فرهنگ توضیحی جهان نشانه و معنا، انتشارات لوگوس 1402.

نامه نقد. دفتر دوم. مجموعه مقالات دومین همایش ملی نقد ادبی با رویکرد نشانه‌شناسی ادبیات به کوشش حمید رضا شعیری. ۱۳۹۱. تهران: خانه کتاب.